# 심화조 사건
심화조 사건(深化組 事件)은 1997년부터 2000년까지 조선민주주의인민공화국에서 발생한 대규모 숙청 사건이다.
1996년에서 1997년까지 조선민주주의인민공화국에서는 고난의 행군이라고 불리는 대기근으로 인해 30만 명에 달하는 대량의 아사자가 속출했다. 당시 조선민주주의인민공화국의 최고 지도자였던 김정일은 자신의 아버지였던 김일성 시대에 활동한 고참 간부를 취급하는 데에 어려움을 겪고 있었다.
김정일은 사회안전성(현재의 인민보안성) 내에 비밀경찰 조직인 "심화조"(深化組)를 설치했다. 심화조는 주민의 경력, 사상 조사를 심화시킨다는 뜻을 갖고 있었는데 특히 경제 위기와 대기근으로 인해 국민의 불만이 커진 점을 적극 이용했다. 김정일은 당시 조선로동당 조직지도부 제1부부장으로 있던 장성택(張成澤)을 심화조에 기용했고 단숨에 고참 간부들과 측근, 이들의 친척들을 희생양으로 삼은 대숙청을 감행하게 된다.
조선로동당 중앙위원회 비서국 농업 담당 비서로 있던 서관희(徐寬熙)는 대기근을 일으킨 책임을 물어 평양 시내에서 공개적으로 총살당했다. 또한 장성택의 정적이기도 했던 문성술(文成述)은 장성택으로부터 괴롭힘을 당하다가 사망했다고 한다. 심화조의 거점은 전국 수백 곳에 달했으며 수사 담당 직원은 약 8,000명에 달했다. 최종적으로 숙청된 인원은 약 25,000명이었다. 이 가운데 10,000명은 피살당했고 15,000명은 수용소에 수감되었다.
심화조의 역할이 중국의 문화 대혁명 당시에 활동한 홍위병과 비슷한 점 때문에 심화조 사건은 3대혁명붉은기쟁취운동과 함께 조선민주주의인민공화국판 문화 대혁명이라고 부르기도 한다.